# Bonaparte visitant els empestats de Jaffa
Bonaparte visitant els empestats de Jaffa (en francès: Bonaparte visitant les pestiférés de Jaffa) és una pintura de 1804 d'Antoine-Jean Gros feta per encàrrec de Napoleó Bonaparte per retratar un succés durant la campanya d'Egipte. Actualment es conserva al Museu del Louvre.
És una pintura històrica que representa el general Bonaparte durant la seva visita als empestats de l'exèrcit francès reunits al pati d'una mesquita que serveix d'hospital militar, a Jaffa. L'escena es desenvolupa el març de 1799, durant la campanya de Síria, continuació de la campanya d'Egipte. A plena llum, Bonaparte toca el tumor d'un dels malalts, amb el tors nu, amb la seva mà sense guants, mentre que un metge vol dissuadir-lo i un oficial es tapa el nas. A l'esquerra, dos àrabs distribueixen pans als malalts. A la dreta, un soldat cec intenta apropar-se al general en cap. A primer pla, a l'ombra, uns malalts agonitzen i no tenen ni tan sols la força de girar-se cap a Bonaparte.
La campanya d'Egipte (1798-1799) marca el que s'ha anomenat el "somni oriental" de Bonaparte, una de les primeres manifestacions del qual va ser l'annexió de les illes Jòniques en el tractat de Campo Formio (18 octubre de 1797). Sotmès al sultà, Egipte estava sota el govern teòric de beis dominats per la milícia dels Mamelucs. L'expedició -36.000 homes- va partir de Toulon el 19 de maig de 1798 i va arribar a Alexandria el 2 de juliol. Dos dies després de la batalla de les Piràmides (21 juliol), Bonaparte feia la seva entrada al Caire, però el 23 de juliol, la destrucció de la flota francesa per l'almirall Nelson, prop d'Aboukir, assegurava a Anglaterra el domini de la Mediterrània. La revolta que va patir al Caire i la declaració de guerra de Turquia (9 setembre) van obligar Bonaparte a reprendre les armes. El general es va dirigir a Síria per tal d'aturar la invasió turca: la presa de Jaffa (6 març de 1799) és un dels episodis d'aquesta segona campanya, en la qual les tropes franceses van ser delmades per la pesta.
Sota les arcades d'una mesquita reconvertida en hospital de campanya, Bonaparte toca les pústules d'un soldat, mig vestit amb un llençol. Desgenettes, el metge en cap de l'exèrcit, vigila atentament el general mentre un soldat intenta apartar la mà de Bonaparte per evitar-li el contagi. A la dreta, un altre soldat, completament nu, sostingut per un jove àrab, és curat per un metge turc. Un oficial, malalt d'una oftàlmia, s'hi apropa a les palpentes, recolzat en una columna. A primer pla, un malalt agonitza sobre els genolls del jove cirurgià militar, ell mateix contagiat per la malaltia. Darrere el general, dos oficials francesos semblen espantats pel contagi: un es protegeix la boca amb el seu mocador mentre que l'altre se n'allunya. A l'esquerra de la composició, enmig dels malalts que jeuen per terra, es troba un majestuós grup d'àrabs que distribueixen aliments.
El quadre va ser encarregat a Gros per Bonaparte com a indemnització per la retirada de l'encàrrec de la batalla de Nazaret, l'altre episodi de la campanya d'Egipte on s'havia distingit el general Junot. El programa li va ser dictat per Dominique Vivant Denon, director del Louvre, que havia participat en l'expedició, i el quadre fou acabat en sis mesos per al Saló de 1804, obert el 18 de setembre, algunes setmanes abans de la consagració de Napoleó. Aquesta composició, en la qual esclata el colorisme de Gros, intenta emfasitzar el valor de Bonaparte, el qual, per a apaivagar la inquietud de les seves tropes de cara als estralls de la pesta, s'exposava ell mateix al contagi visitant els soldats malalts a l'hospital de Jaffa. El 1804, però, aquest fet militar bastant trivial podia servir per a acreditar la legitimitat de les aspiracions imperials de Bonaparte: el gest del general tocant amb una serenitat sobirana les nafres d'un malalt connectava, en la consciència dels seus contemporanis, amb aquest moment del ritual de la consagració en què el rei de França exercia el seu poder taumatúrgic en tocar les escròfules dels leprosos...
La conquesta de la ciutat palestina era un cop més el triomf d'un altre general i, per tant, no calia plantejar-se la pintura d'una batalla, i Gros va aprofitar el brot de pesta que va afectar tant els defensors àrabs de la ciutat com els victoriosos francesos.
A primera vista, el tema és eminentment racional: es creia que la por contribuïa a la difusió de la plaga, i el general intenta frenar amb el seu exemple personal la idea del contagi i la mort inevitables. Però l'efecte pictòric és irracional: els malalts francesos semblen quasi aixecar-se per art de màgia en ser tocats pel seu cabdill. Dominant el fons, per contrast, es troben les figures en penombra dels morts i moribunds privats d'aquest contacte. El soldat ras és ara impotent. Gros va invertir el significat habitual del nu com a portador dels ideals republicans en transformar-lo en signe de desemparament i dependència; això es palesa en el soldat grotescament engrandit que, agenollat, aparta la mirada del seu metge àrab per a adreçar-la cap al seu diminut comandant embotit en el cenyit uniforme.
El pintor vol suggerir que la virtut i el valor del general justifiquen els horrors de la guerra. Gros ha donat a Bonaparte l'aura lluminosa i el gest de Crist curant els leprosos en la pintura religiosa.
Encarregant aquesta tela a Gros, Bonaparte, nomenat primer cònsol, desitjava que contribuís a netejar-lo de les acusacions de la premsa anglesa. Aquesta última afirmava, d'altra banda amb raó, que havia volgut fer executar els empestats en el moment de la seva retirada cap al Caire. L'obra va ser presentada al Saló de 1804 poc abans de la consagració, en un moment en què servia particularment als interessos de Bonaparte. És la primera obra mestra de la pintura d'història napoleònica. Bonaparte, després emperador, va desviar els pintors contemporanis dels temes antics per fer-los pintar les batalles contemporànies i els fastos imperials, dels quals era l'heroi principal.